# Reação de Jarisch-Herxheimer
A reação de Jarisch-Herxheimer é um conjunto de sintomas que surgem de forma aguda durante o tratamento da febre recorrente com um antibiótico. Nesses casos, ocorre eliminação de espiroquetas da circulação sanguínea e aumento de citocinas.  Seus sintomas principais são calafrios, febre, taquicardia, hipotensão, cefaleia, lesões cutâneas, leucocitose e taquipneia.Foi descrita pela primeira vez por 1895 por Jarisch e estudado por Herxheimer em 1902.
Como exemplo clássico, pode ocorrer durante o tratamento da sífilis com penicilina benzatina. Não deve ser confundida com reação alérgica a penicilina.